# Spratellomorpha bianalis
Spratellomorpha bianalis är en fiskart som först beskrevs av Bertin, 1940.  Spratellomorpha bianalis ingår i släktet Spratellomorpha och familjen sillfiskar. IUCN kategoriserar arten globalt som otillräckligt studerad. Inga underarter finns listade i Catalogue of Life.